# Parasphena kinangopa
Parasphena kinangopa är en insektsart som beskrevs av Boris Petrovich Uvarov 1938. Parasphena kinangopa ingår i släktet Parasphena och familjen Pyrgomorphidae. Inga underarter finns listade i Catalogue of Life.